# Eisenbahnbrücke über die Weser (Fürstenberg)
Die Eisenbahnbrücke über die Weser bei Fürstenberg (auch Kennedybrücke bezeichnet) gehörte zur Bahnstrecke Holzminden–Scherfede und überspannt die Weser am Weserkilometer 63,55. Das ehemals zweigleisige Stahlbrückenbauwerk befindet sich bei Streckenkilometer 322 und verband den Beverunger Ortsteil Wehrden in Nordrhein-Westfalen am linken Flussufer mit Boffzen bei Fürstenberg in Niedersachsen am rechten Flussufer. Der Brückenabschnitt in Niedersachsen steht unter Denkmalschutz.

## Geschichte
Die Weserbrücke wurde von August 1874 bis August 1876 durch die Bergisch-Märkische Eisenbahn-Gesellschaft als Bauwerk der Bahnstrecke Holzminden–Scherfede errichtet. Ursprünglich war eine Gewölbebrücke mit sieben Öffnungen von jeweils 30 m lichter Weite durch den Abteilungsbaumeister  Hermann Josef Stübben geplant. Zu hohe Kosten führten schließlich zu der ausgeführten Konstruktion. Stübben fertigte den Entwurf und überwachte die Ausführung des zweigleisigen Bauwerks. Dies bestand aus insgesamt fünf gemauerten Gewölbebrücken aus Sollinger Sandstein im Vorland der Weser und einer Strombrücke, deren Überbau das Brückenbauunternehmen Harkort’sche Fabrik von Johann Caspar Harkort aus Duisburg als eiserne, genietete Fachwerkkonstruktion mit einem parallelgurteigen Fachwerk und Ständern errichtete. Die drei Öffnungen über der Weser mit 40 m lichter Weite wurden mit Einfeldträgern und obenliegender Fahrbahn überspannt. Die Pfeiler und Gewölbebrücken benötigten Bruchsteine und diese wurden mit Schiffen auf der Weser zur Baustelle gebracht. Die Kosten für das Gesamtbauwerk betrugen 805.375 Mark.
Aufgrund wachsender Achslasten der Hauptbahn wurden 1930 die Überbauten der Strombrücke durch eine Stahlkonstruktion der Flender A.-G. für Eisen-, Brücken- und Schiffbau aus Düsseldorf-Benrath ausgetauscht. Der Ersatzneubau bestand aus vollwandigen Hauptträgern mit dem Dreifeldträger als statischem System in Längsrichtung. Da die neue Konstruktionshöhe niedriger als bei der alten Fachwerkbrücke mit 4,5 m war, mussten die Strompfeiler erhöht und verstärkt werden.
Im Oktober 1944 wurde ein Gewölbebogen auf der Südseite bei einem Bombenangriff zerstört. Es folgte der Einbau von zwei Behelfsbrücken und nach vier Tagen die Wiederaufnahme des Bahnbetriebs. Gegen Ende des Zweiten Weltkrieges wurde die Strombrücke, wie auch die benachbarten Weserbrücken, von deutschen Truppen am 7. April 1945 auf ihrem Rückzug vor den US-amerikanischen Soldaten gesprengt. Als ersten Weserübergang auf rund 134 Kilometer zwischen Hann. Münden und Hameln ließ die Militärregierung der britischen Besatzungszone (Control Commission for Germany (British Element)) das Bauwerk durch die 8th Railway Construction Company in Zusammenarbeit mit deutschen Baufirmen wiederaufbauen. Nach dem Räumen der Fahrrinne von Trümmern ab Juni 1945 begannen im November 1945 die Bauarbeiten. Es wurde auf der Wehrdener Seite der zerstörte Bogen in Beton wiederhergestellt und nach Kürzen und Instandsetzen der Strompfeiler eine standardisierte Fachwerkbrücke als Dauerbehelf eingebaut. Das Projekt überwachte Captain James Latimer Kennedy, der am 17. Juni 1946 in der Nähe von Düren durch Explosion einer Mine starb. Ein Gedenkstein unter dem ersten nördlichen Gewölbebogen erinnert an ihn. Am 9. Juli 1946 ging das erste Gleis in Betrieb, am 4. September 1946 folgte das zweite Gleis. Die Baukosten betrugen etwa 900.000 Reichsmark.
Die Reichsbahn musste in der Folge eine Nutzungsgebühr für jede über die Brücke rollende Fahrzeugachse der britischen Militärverwaltung entrichten. Der Abbau des Gleises in Richtung Scherfede war im Jahr 1960. Im Juni 1984 folgte die Einstellung des planmäßigen Personenverkehrs. Im Jahr 1990 erhielt der stählerne Überbau einen neuen Schutzanstrich. Bis zur Einstellung des Gesamtverkehrs im Mai 1992 fuhren noch gelegentlich Militärtransporte über das Bauwerk. Zum 1. November 1997 folgte die Stilllegung der Strecke. Der Abbau des anschließenden nördlichen Streckengleises erfolgte im Jahr 2004.

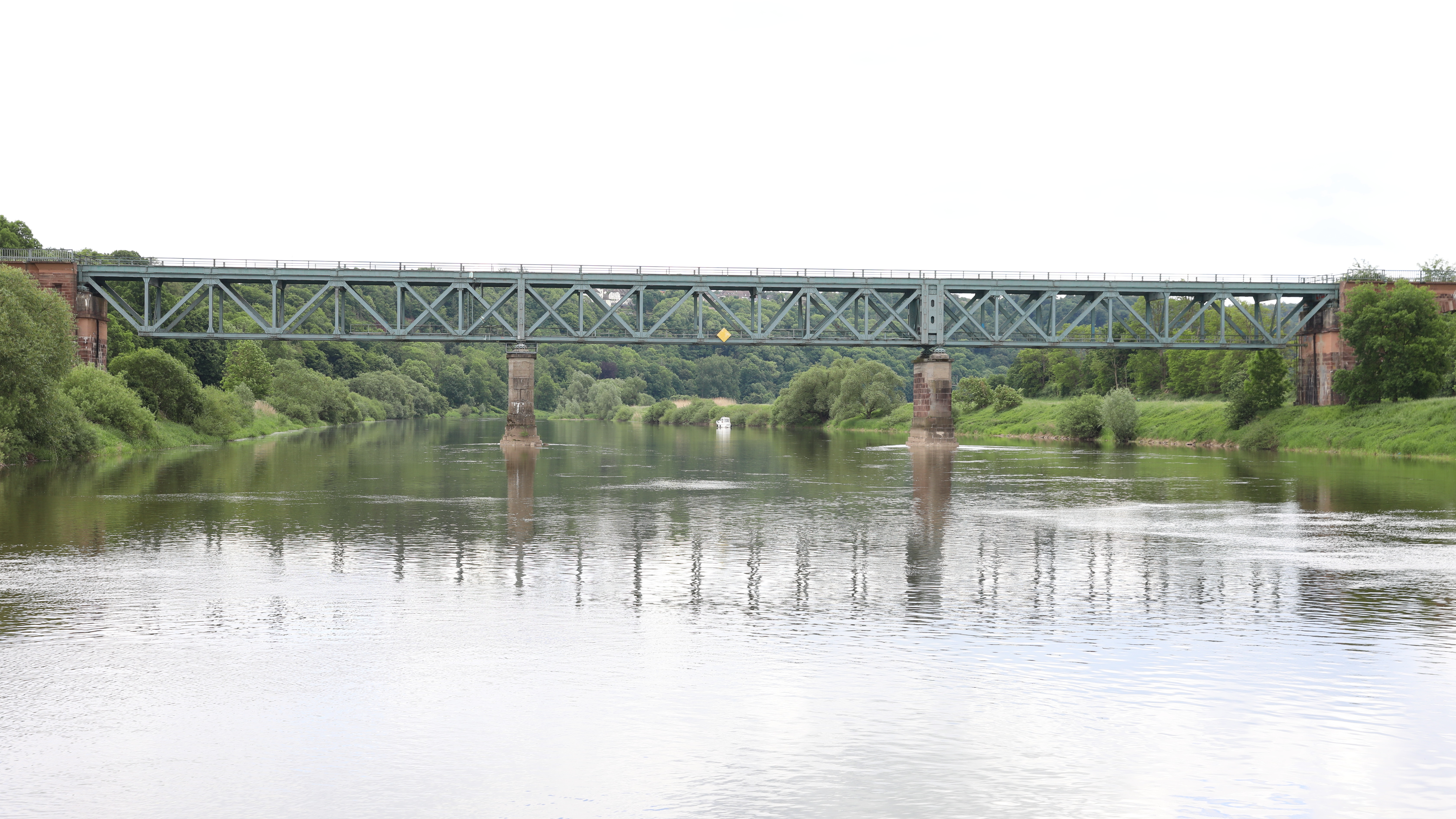
Strombrücke

## Konstruktion
Das rund 250 m lange Eisenbahnüberführungsbauwerk überspannt im rechten Winkel die Weser. Es besteht am südlichen Ende aus drei Flutöffnungen, die von Gewölbebrücken mit 20 m lichter Weite überspannt werden. Zwei weitere, gleiche Brücken befinden sich am nördlichen Ende. Die Strombrücke besteht aus einem stählernen Überbau mit obenliegender Fahrbahn für zwei Gleise. Der dreifeldrige Durchlaufträger hat Stützweiten von 42,0 m in den beiden Randöffnungen und 42,5 m in der Mittelöffnung. Der Überbau ist eine Schaper-Krupp-Reichsbahnbrücke und hat als Längsträger zwei Strebenfachwerke mit 6 m Konstruktionshöhe und 6 m Pfostenabstand.